# Walckenaeria bifasciculata
Walckenaeria bifasciculata este o specie de păianjeni din genul Walckenaeria, familia Linyphiidae, descrisă de Tanasevitch, 1987. Conform Catalogue of Life specia Walckenaeria bifasciculata nu are subspecii cunoscute.